# Black Sabbath
A Black Sabbath angol heavy metal együttes, amit John „Ozzy” Osbourne (ének), Tony Iommi (gitár), Terence „Geezer” Butler (basszusgitár) és Bill Ward (dob) alapított. A zenekar azóta több tagcserén is átesett, egyedül Tony Iommi gitáros tekinthető állandó tagnak. Összességében 22 zenész fordult meg a zenekarban az elmúlt több mint négy évtizedben. Az eredetileg Earth néven indult zenekar a korai névváltással egy időben kezdett okkultizmus és horror inspirálta dalszövegeket írni egyedien mélyre hangolt gitárhangzással megszólaló dalaihoz, de írtak dalokat társadalmi és politikai kérdésekről, háborúkról, drogokról és kábítószerekről. Az 1970-es évek elején megjelent nagylemezeivel a Black Sabbath az egyik legelső és legnagyobb hatású heavy metal együttes lett.
A heavy metal műfaját olyan albumokkal gazdagította, mint a négyszeres platinalemezes Paranoid, ami 1970-ben jelent meg. Az MTV 2008-ban a „Legnagyobb metálegyüttes”-nek választotta a csapatot, a VH1 „A hard rock 100 legnagyobb előadója” szavazásán pedig a második helyen végzett a Led Zeppelin mögött. A Rolling Stone az „1970-es évek heavy metal királyainak” nevezte őket. Csak az Egyesült Államokban 15 millió eladott lemezük van, az egész világon 100 milliónál is több.
Osbourne-t 1979-ben kirúgták az egyre halványabban teljesítő zenekarból és a Rainbow énekeseként hírnevet szerzett Ronnie James Dio csatlakozásával sikerült új életet lehelni a Black Sabbathba az 1980-as évek kezdetén. A következő másfél évtizedben folyamatos tagcserék mellett, állandóan változó felállással készültek az új stúdióalbumok. Dio kilépése után Ian Gillan, Glenn Hughes, Ray Gillen és Tony Martin énekesek fordultak meg az együttesben. Osbourne után a leghosszabb ideig – 9 éven keresztül – Tony Martin volt az együttes énekese.
Osbourne 1997-ben csatlakozott újra a Black Sabbathhoz és az együttes az Ozzfest főzenekaraként turnézott Amerikában. A következő évben Európában is koncerteztek, köztük Budapesten, de új stúdióalbum végül nem készült. A 2000-es években a tagok szólóban dolgoztak, majd a 2007-es Black Sabbath: The Dio Years válogatáshoz már újra Ronnie James Dióval vettek fel három új dalt. Ez a felállás (amely megegyezik a Black Sabbath 1979–82 közötti felállásával) azóta Heaven and Hell néven turnézott és adott ki albumot 2009-ben. Ronnie James Dio 2010-es halálát követően a zenekar eredeti tagjai lezárták az együttes nevének birtoklásáról folyó pert, ami egészen addig tartott.

## Történet

### Előzmények (1968–1969)
Tony Iommi gitáros és Bill Ward dobos már a Mythology bluesegyüttesben is együtt zenélt, ez a formáció azonban 1968-ban feloszlott. Iommi és Ward ezt követően egy The Rest nevű csapatban zenéltek tovább. Ozzy Osbourne énekes és osztálytársa Terence "Geezer" Butler pedig 1967 őszén megalapították a rövid életű Rare Breedet. Később különváltak, de 1968-ban ismét összekerültek a The Polka Tulk Blues Band együttes soraiban. Itt már együtt játszott a későbbi csapat, ugyanis Osbourne és Butler mellett Iommi gitározott, és Bill Ward dobolt. A felállás Jimmy Phillips gitáros és Alan "Aker" Clarke szaxofonos tagságával lett teljes. A zenekarnevet Osbourne találta ki, miután az anyja fürdőszobájában megpillantott egy hasonló nevű hintőpormárkát. Ezt követően a nevüket lerövidítették Polka Tulkra, majd megváltoztatták Earthre (amit Osbourne gyűlölt). A névváltoztatást követően Phillips és Clarke elhagyta a zenekart, így alakult ki a klasszikus Osbourne–Iommi–Butler–Ward-felállás.
Az Earth a korszaknak megfelelő blues-rockot játszott, és ebből az érából fennmaradt néhány felvétel, olyan dalokkal, mint a The Rebel, vagy a When I Came Down. Ezek a dalok azonban nem saját szerzemények voltak, hanem Norman Haines orgonista számai. Az együttes akkori menedzsere, Jim Simpson találta ki, hogy Haines dalait adják elő, de a zenekar nem akarta kiadni a felvételeket. Az Earth viszonylag sokat koncertezett, egy alkalommal felléphettek a Jethro Tull előtt is, épp aznap, amikor kirúgták Mick Abrahams gitárost. 1968 decemberében Tony Iommi kilépett az Earth soraiból, és elfogadta a Jethro Tull meghívását. Iommi csak pár hónapig volt a Jethro Tull tagja, és csak egyszer lépett fel velük, akkor azonban a Rolling Stones híres "Rock and Roll Circus"-ában.
Iomminak nem tetszett Ian Anderson munkamódszere, így 1969 januárjában visszatért az Earth soraiba. Mivel egy másik Earth nevű formáció is létezett, a zenekar tagjai elhatározták, hogy nevet változtatnak. Egy közös mozilátogatás alkalmával nézték meg Boris Karloff Black Sabbath című filmjét. A Mario Bava által rendezett film olyan hatással volt rájuk, hogy Butler írt egy hasonlóan okkult témájú dalt, amelynek a "Black Sabbath" címet adta. Később a Sabbath újraegyesülési koncertjén azt mondták, hogy Geezer egyik éjszaka egy sötét dolgot látott az ágya végében, másnap pedig észrevette, hogy az egyik okkult könyv, amit Osbourne-tól kapott, eltűnt. Állítólag ez ihlette a dalt. A szerzemény alapján 1969 augusztusában választották zenekarnévnek a Black Sabbathot, amelynek jelentése "fekete szombat", feltehetően a boszorkányszombatra utalva.
Butler imádta Dennis Wheatley fekete mágiáról szóló regényeit, ennek hatására egyre keményebb zenét kezdtek játszani, okkult témájú dalszövegekkel.
Az immáron Black Sabbath néven koncertező formáció nagy meglepetést okozott újszerű hangzásával a korábbi rajongóinak. Főleg akkor, amikor még az Earth néven játszott dalok is a koncertprogram részét képezték. Ezután direkt írtak sötét tónusú szövegeket és baljós riffeket, hogy zenei választ adjanak a horrorfilmekre.

### Black SabbathésParanoid(1970–1971)
1969 decemberében aláírtak egy lemezszerződést a Philips Recordsszal és megjelent első kislemezük Evil Woman címmel, 1970 januárjában. Az anyagot a Philips Records leányvállalata, a Fontana Records jelentette meg. A későbbi kiadásokat a Vertigo gondozta. Bár a kiadvány nem aratott nagy sikert, a zenekar nekiláthatott első albumának felvételeihez. A producer Rodger Bain irányításával mindössze két nap stúdióidőt kaptak. Ebből az egyik nap a lemez keverésére ment el. A munkálatok január végén kezdődtek, és a dalokat egyszeri eljátszás után rögzítették, „második menet” soha nem volt.
A debütáló lemez 1970. február 13-án, pénteken jelent meg Black Sabbath címmel. Angliában a Vertigo Records adta ki az albumot, és a brit albumlistán a 8. helyezett lett. Amerikában és Kanadában 1970 májusában jelent meg, a Warner Bros. Records gondozásában. A Billboard 200 listáján a 23. helyen debütált, és ott is maradt több mint egy évig. Az eredeti, bluesos hard rock háttérbe szorult a lemezen, egyre több európai népzenei és gótikus íz keveredett zenéjükbe, amelyhez foghatót akkoriban még senki sem produkált. A lemezen egy lassabb, baljósabb összhatás bontakozott ki, amely Tony Iommi minden korábbinál súlyosabb gitárhangzásával együtt a heavy metal alapvető elemeit fektette le. Az albumon szereplő dalok közül a címadó, az Evil Woman, a The Wizard vagy az N.I.B. az együttes koncertprogramjának szerves részét képezték a későbbiekben is. Szövegeikben sokkal sötétebb témákkal foglalkoztak, mint a korabeli rockegyüttesek. Amikor az 1960-as évek végén a legtöbb együttes a békéért harcolt és pszichedelikus zenét játszott, a Sabbath – hogy megkülönböztessék magukat tőlük – olyan témákkal foglalkozott, mint az okkultizmus, a háború, a világvége és a gótikus történetmesélés. Zenéjükben a düh és az intézményellenesség nyilvánult meg; azelőtt ilyen sosem fordult elő. Témáik között szerepelt még a kábítószerek használata is (az évek során többé-kevésbé mindannyian kábítószerfüggők lettek, de később sikerült leszokniuk).
Az album üzletileg sikeres lett, a kritikusok azonban többnyire széles körben lehúzták. Lester Bangs, a Rolling Stone újságírója különösen kemény kritikával illette a lemezt. A növekvő lemezeladások révén a zenekar szép lassan a médiába is bekúszott.
Kihasználván az album sikerét, 1970 júniusában újra stúdióba vonultak, hogy rögzítsék következő nagylemezüket, mindössze négy hónappal azután, hogy megjelent a debütáló albumuk. A második lemezt eredetileg a "War Pigs" című dal után kívánta elnevezni a zenekar, amely a vietnámi háborúra utalt. A Warner azonban a botránytól tartva elvetette az ötletet, és a "Paranoid" dalról nevezték el az albumot. A címadó dal a stúdiózás utolsó pillanatában született meg. Bill Ward elmondása szerint nem volt elég dal a lemezen, mire Iommi egyszer csak elkezdett gitározni, hogy megírjon egy „töltelékdalt”, és 25 perc alatt össze is állt az egész szám. A produceri teendőket ismét Rodger Bainre bízták. Második nagylemezük végül 1970 szeptemberében jelent meg Angliában, Paranoid címmel. Amerikában csak 1971 januárjában jelent meg. Az angol slágerlistán azonnal az első helyen debütált, míg a Billboard 200-on a 12. helyezett lett. 1971 márciusában azonban bejutott a Top 10-be is.
Az album az elődje sikerét messze túlszárnyalta, és mára gyakorlatilag rádiós promóció nélkül kelt el belőle az Egyesült Államokban több mint 4 millió példány. Zeneileg talán még kiforrottabb és hatásosabb lemez született, amely ma már a heavy metal egyik legmeghatározóbb és legnagyobb hatású albuma. Az olyan baljós, sötét hangulatú dalok mellett, mint az "Electric Funeral", a "War Pigs", a "Hand of Doom", vagy a "Planet Caravan", olyan slágerek is szerepet kaptak az albumon, mint a címadó dal vagy az "Iron Man". Ezeket kislemezen is megjelentették, bár nem jutottak be a Top 40-be. Ennek ellenére a mai napig a legismertebb számaik közé tartoznak.
Az albumot a kritikák nagy része ismét lehúzta, de ezúttal pozitív visszajelzésekből is több érkezett. Az AllMusic 5 csillagból 5-öt adott rá, és Steve Huey is az egyik legbefolyásosabb heavy metal albumként jellemezte. 2003-ban a Rolling Stone magazin Minden idők 500 legjobb albumának listáján a 130. helyre rangsorolta. Elsősorban a Paranoid kislemez sikere tette lehetővé, hogy a zenekar megkezdje első amerikai turnéját 1970 decemberében.
Az előadások mindenhol zajos sikert arattak. Ozzy Osbourne excentrikus színpadi akcióival, bizarr megjelenésével, zabolátlan viselkedésével emlékezetes koncerteket adtak, és a zenekar a hetvenes évek elejének egyik legnépszerűbb formációja lett. A Led Zeppelin és a Deep Purple mellett a kemény zenei színtér vezető alakjaivá váltak, s okkultizmusuk sokakban ellenérzést szült. A „sátánista” jelzőt – amit a zenekar mindig is elutasított – teljes egészében sosem sikerült levakarni magukról. Osbourne-nak pedig a közvélemény gyakran felajánlotta az „Antikrisztus” becenevet.

### Master of RealityésVolume 4(1971–1973)
1971 februárjában visszatértek a stúdióba, hogy nekilássanak a harmadik lemez munkálatainak. A Paranoid sikerének köszönhetően most már több stúdióidő és pénz állt a rendelkezésükre, de ezzel párhuzamosan drogokra is többet költöttek. Az albumot 1971 februárjában és áprilisában vették fel, Los Angelesben, a Record Plant stúdióban. Ez volt az első albuma a Black Sabbathnak, amelyet hazájuk, Anglia határain kívül rögzítették. A felvételek hat hónappal a Paranoid amerikai kiadása után elkészültek. A lemez Master of Reality címmel jelent meg 1971 júliusában, ismét Rodger Bain producer közreműködésével. Az album mind az Egyesült Államokban, mind az Egyesült Királyságban bejutott a Top 10-be, és aranylemez lett kevesebb, mint két hónap alatt. Az 1980-as években platinalemez lett, míg a 21. század elejére dupla platina. Zeneileg legfőképpen a sötét atmoszférájú, doom metalos, komor dalok dominálnak, de ezek mellett újdonságként felbukkantak akusztikus dolgok is. A lemezen szereplő „Sweet Leaf” és „Children of The Grave” a mai napig a rajongók kedvencei közé tartoznak.
Míg a rajongók körében a lemez sikert aratott, addig a kritikusok továbbra is negatívan viszonyultak hozzájuk. Lester Bangs a Rolling Stone kritikusa naiv, egyszerű, és ismétlődő szavakkal hordta le az albumot. Ugyanakkor a magazin 2003-ban összeállított Minden idők 500 legjobb albumának listáján a 298. helyezést érte el. Az Allmusic, csakúgy mint elődjét 5 csillaggal jutalmazta, a maximális 5-ből.
1972-ben a lemez népszerűsítése céljából világturnéra indultak. A megfeszített tempó azonban kezdte kifárasztani a zenekar tagjait, így úgy döntöttek, hogy az első három lemez után egy új korszakot nyitnak.
1972 júniusában újra Los Angelesbe költöztek, hogy rögzítsék következő albumukat a Record Plant stúdióban. Producerként ezúttal Patrick Meehant választották Rodger Bain helyére. A felvételi folyamat azonban akadályokba ütközött, ugyanis a zenekar drogfüggősége tovább fokozódott. A Cornucopia rögzítésénél Bill Ward csak ült a szoba közepén, és küszködött a felvételekkel. A többiek ezért kis híján kirúgták a zenekarból. De persze a többiek is hasonló gondokkal küszködtek. Az album címe eredetileg Snow Blind lett volna az azonos című dal nyomán, de mivel a szövege leplezetlenül a kokain okozta „gyönyörökről” szól, a kiadó nem egyezett bele az ötletbe. Így Black Sabbath Vol. 4 címmel jelent meg negyedik albumuk. 1972. szeptember 25-én látott napvilágot, a Vertigo, valamint Észak-Amerikában a Warner Bros. Records gondozásában.
Zeneileg az előző albumon is felbukkanó kísérletezések itt még jobban kiteljesedtek. A továbbra is meglévő súlyos metálriffek mellett nagy szerepet kaptak a hard rockosabb, lazább dalok, valamint az olyan új megoldások, mint a billentyűsök, vonósok használata. A Tomorrow’s Dream pszichedeliája, vagy a Changes billentyűsökkel előadott szerelmes lírája révén sokan kommersznek titulálták a zenekart. Tény, hogy ez lett az addigi legváltozatosabb lemezük. A kísérletezést erősítette az FX és a Laguna Sunrise, melyek instrumentális darabok. A kiadványon több Black Sabbath-klasszikus is helyet kapott. Ilyen dal többek között a Snowblind, a Tomorrow’s Dream, a Supernaut és a Changes.
A kritikusok továbbra is elítélték őket, a lemez a rajongók körében ismét népszerűségnek örvendett. Kevesebb mint egy hónap alatt aranylemez státust ért el, és a zenekarnak a negyedik olyan albuma lett, amelyik átlépte az egymilliós eladott példányszámot az Egyesült Államokban. A lemez a Billboard 200-as listáján a 13. helyet érte el. 2000 júniusában a lemez a 60. lett a Minden idők 100 legnagyobb brit albuma listán. A „Tomorrow’s Dream” dalt kiadták ugyan kislemezként, ám nem ért el helyezéseket a listákon. Nem sokkal később egy turnéra indultak, először az USA területén, majd 1973 elején Ausztráliában léptek fel, pályájuk során először, majd a turnét Európában fejezték be.

### Sabbath Bloody SabbathésSabotage(1973–1976)
A Vol 4. világ körüli turnéját követően visszatértek Los Angelesbe, dolgozni a következő albumon. A zenekar elégedett volt a lemezzel, így arra törekedtek, hogy egy hasonló hangulatú, kísérletezősebb albumot hozzanak létre. A lemez munkálatait ismét a Record Plant stúdióban kezdték meg, a produceri teendőket azonban már saját maguk látták el. A korszak zenei újításainak megfelelően, egy óriási szintetizátorral gazdagodott a stúdió, és ez nagyban befolyásolta a zenekar hozzáállását is. A zenekar Bel Airben kibérelt egy házat, és itt is elkezdtek dolgozni a készülődő lemezen, 1973 nyarán. Részben fáradtság miatt, részben pedig azért költöztek ki, mert nem tudtak befejezni minden dalt. A dolgokat nehezítette, hogy Iommi dalszerzői vénája apadni látszott, így sokszor rá vártak a többiek és nem csináltak semmit.
Miután a Los Angeles-i munkának egy hónap után se lett eredménye, úgy döntöttek, hogy Angliába költöznek. Itt a munkálatok a Clearwell Castle nevezetű gótikus kastélyban folytatódtak. A zenekart saját elmondásuk szerint hátborzongató élmények érték az épületben, és ezek hatására a dalszerzés is megindult. 1973 decemberében jelent meg ötödik albumuk Sabbath Bloody Sabbath címmel. Zeneileg még tovább távolodtak a korai lemezek borús, súlyos világától. A mainstream felé való nyitást egyesek szerint ugyanúgy befolyásolták a Led Zeppelin sikerei, mint a pszichedelikus rock mesterei. A lázadást és a dühöt egyfajta csendes szemlélődés váltotta fel, a riffek komorságát pedig a dallamok emészthetőbb jellege. A Killing Yourself To Live filmzenés bevezetője, a Who Are You szintetizátorral puhított ütemei, a Looking For Today glames verzéi, vagy a Spiral Architect napfényes, hegedűs slágertémái egy megújult zenekar képét mutatták. A szintetizátorok ismét nagy szerepet kaptak, melyeket a Sabbra Cadabra, és a Who Are You? című dalokban vendégzenészként Rick Wakeman, a Yes billentyűse játszott fel.
A lemez meglepő módon nem csak a rajongóktól kapott kedvező kritikákat, hanem a sajtótól is. Gordon Fletcher a Rolling Stone magazin kritikusa rendkívül izgalmasnak titulálta, és megjósolta, hogy nagy siker lesz. Az Allmusic egyik kritikusa Eduardo Rivadavia kijelentette, hogy az album egy olyan mestermű, amely elengedhetetlen egy heavy metal gyűjteményben. A brit listákon a negyedik, míg az Egyesült Államokban a 11. helyen debütált. A Sabbath Bloody Sabbath az ötödik olyan albumuk volt, ami platinalemez lett az Egyesült Államokban.
1974 januárjában ismét világ körüli turnéra indultak, melynek nyitókoncertje április 6-án volt, a kaliforniai Ontarióban, a California Jam fesztiválon. Ezen a koncerten 200 000 rajongó jött el megnézni a zenekart, ahol rajtuk kívül fellépett még a Deep Purple, az Earth, Wind & Fire, a The Eagles, az Emerson, Lake & Palmer, a Black Oak Arkansas, a Rare Earth, és a Seals & Crofts. A show-t a televízió is közvetítette az USA-ban, melynek révén egy szélesebb közönség is megismerhette a Black Sabbathot. Ezt követően 1974-ben menedzsmentgondokkal küszködtek, és végül a híres angol menedzserrel Don Ardennel írtak alá szerződést. Egy két évig elhúzódó pereskedés miatt kisebb időre pihenőre kényszerültek.
Majd 1975 februárjában ismét stúdióba vonultak rögzíteni készülő lemezüket. Helyszínként ismét az angliai Morgan Studiost választották Willesdenben, Londonban. Döntő elképzelésük volt, hogy az előző albumtól egy eltérő lemezt készítsenek. A produceri munkálatokat Mike Butcher segítségével ismét maga a zenekar látta el. A Sabotage címre keresztelt lemez 1975. július 28-án, a Vertigo Records, a Warner Bros. Records és a NEMS gondozásában jelent meg. A lemezt a Vertigo Records már nem csak Nagy-Britanniában adta ki, hanem Olaszországban, és Peruban is. A Warner Bros. Records az előző albumokhoz hasonlóan Észak-Amerikában jelentette meg a lemezt. A lemezen ugyanúgy szerepet kaptak a rock and rollos, slágeres témák, mint a komor metálriffek. A szerzemények könnyebben befogadhatóbbá váltak, példa erre az Am I Going Insane (Radio), vagy a Supertzar vidám slágertémái. Ugyanakkor a Hole in the Sky, a Sympton of the Universe, vagy a Megalomania dalok gondoskodtak arról, hogy a zenekart ne lehessen kommersznek nevezni. Az albumot, mint ahogy az előzőnél is, nem csak a rajongók nagy része fogadta pozitívan, hanem a kritikák is. Megjelenése után a Rolling Stone magazin szerint ez az album nemcsak az 1970-es Paranoid óta a legjobb lemeze a Sabbathnak, de valószínűleg fennállásuk óta a legjobb hanganyaguk. Ugyanakkor az Allmusic megjegyezte, hogy az a mágikus kémia, amely a Paranoidot vagy a Vol. 4-et jellemezte, eltűnőben van.
A lemez mind az Egyesült Államokban, mind az Egyesült Királyságban bekerült a top 20-ba. Ez lett az első olyan lemezük, amely az Egyesült Államokban nem lett platinalemez, hanem csak arany. A lemezről kimásolt Am I Going Insane (Radio) sem aratott nagy sikert, ez helyett a rajongók az olyan dalokért lelkesedtek, mint a "Hole in the Sky" vagy a "Sympton of the Universe". A lemezt sokan a hanyatlás jeleként könyvelték el: ez meglátszott az eladásokban és a csapat személyi problémáinak eszkalálódásán is. A lemezbemutató turné az amerikai Kiss előzenekaraként ment végbe, amelyet kénytelenek voltak csökkenteni, mivel Osbourne 1975 novemberében motorbalesetet szenvedett. Ennek következtében az énekes hátán megszakadt egy izom.

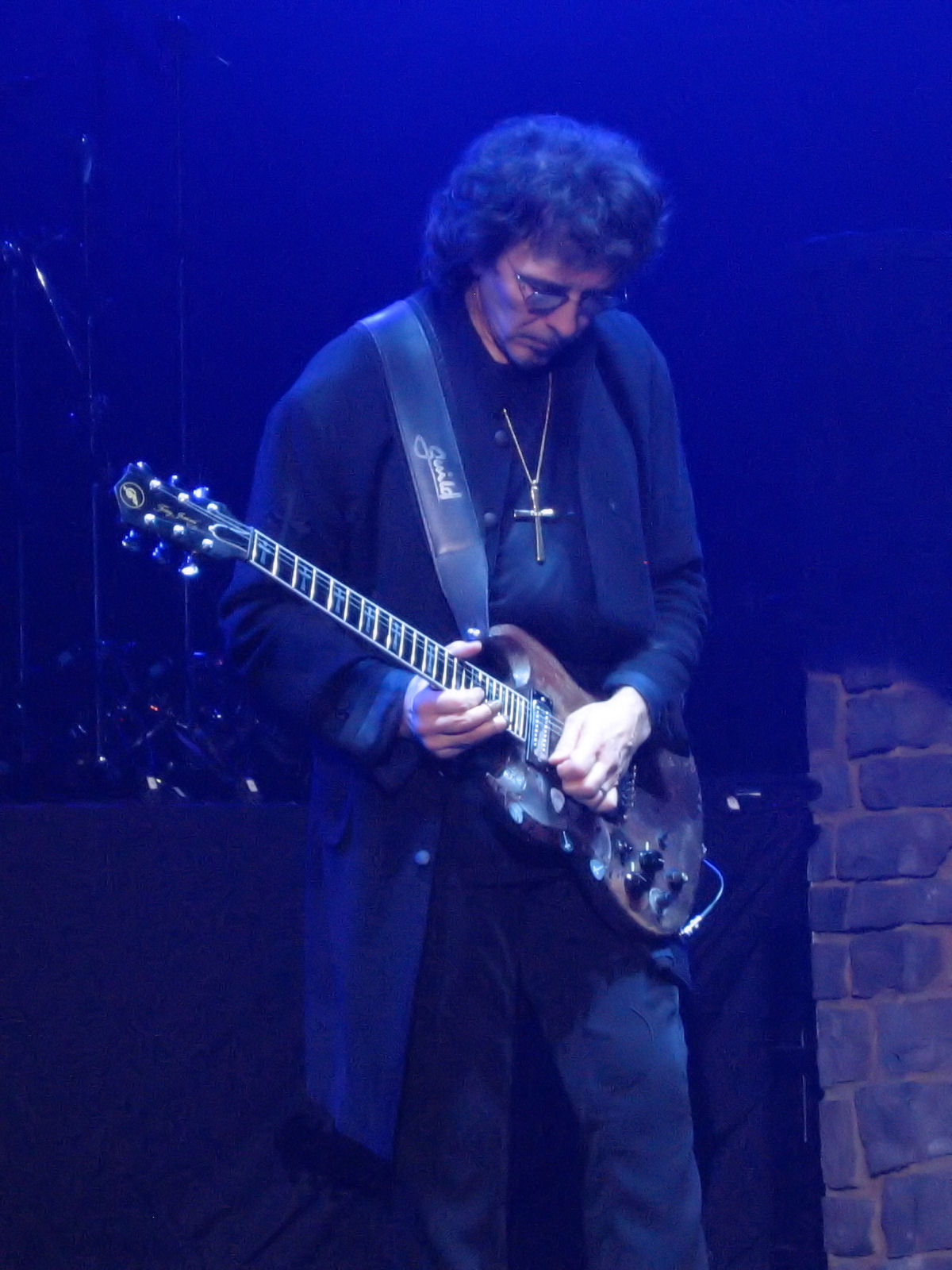
Tony Iommi gitáros, az együttes fő dalszerzője, vezetője

1975 decemberében megjelentettek egy válogatásalbumot We Sold Our Soul for Rock 'n' Roll címmel. Az album világszerte a slágerlisták élére került, és 1976-ban az Egyesült Államokban dupla platinalemez lett. Ennek ellenére több évnyi sikerszériát követően a zenekar pályája megindult a hanyatlás útján.

### Technical EcstasyésNever Say Die!(1976–1979)
1976 júniusában kezdődtek meg a következő album felvételei, ezentúl a Miamiban lévő Criteria Studiosban. A produceri teendőket ismét magukra vállalták, valamint Gerald Woodruffe személyében egy billentyűssel is együttműködtek, hogy tovább színesítsék hangzásvilágukat. Ő kisebb mértékben már a Sabotage albumon is vendégszerepelt. Hetedik nagylemezüknek a Technical Ecstasy címet adták és 1976. szeptember 25-én jelent meg. Az album nagy meglepetés volt tőlük, ugyanis korántsem a Sabbathtól megszokott stílusú lett. Míg az első hat albumról nagyjából el lehetett mondani, hogy egy adott vonalon mozognak, nem nélkülözve a kísérletező szándékot sem, addig a Technical Ecstasy egy minden korábbinál kísérletezősebb lemez lett. Ez annak volt köszönhető, hogy a zenekart a stúdiózás kezdetén mindenféle belső viszály zilálta szét. A zenekarvezető Tony Iommi a stúdióban gyakorlatilag egyedül maradt, és kísérletezett mindenféle hangzásokkal, és stílusokkal. A szintetizátorok, szimfonikus zenekarok nagy arányú alkalmazása, vagy a Bill Ward énekelte, The Beatles-szerűen popos It's Alright csalódást váltottak ki a rajongótábor nagy részéből. A lemezt a zenekar addigi legambiciózusabb vállalkozásának tartották, amelyet nemcsak a kritikusok, de a rajongók is bukásként könyveltek el. Annak ellenére is, hogy olyan klasszikus dalok is szerepet kaptak rajta, mint a Dirty Woman vagy a Rock and Roll Doctor.
Az AllMusic a lehetséges 5 csillagból csak kettőt adott rá, és megállapította, hogy egy kibogozhatatlan, gyenge lemez született. Az album kereskedelmi szempontból is kudarcot vallott, az Egyesült Államokban még a top 50-be se került be, és ez lett a második olyan lemezük, amely nem ért el platina státuszt. Később, 1997-ben aranylemez lett. A lemezt támogató turné 1976 novemberében kezdődött az Egyesült Államokban, ahol a Boston és Ted Nugent voltak a turnépartnereik. A körút 1977 áprilisában Európában folytatódott, ahol az AC/DC melegítette be számukra a színpadot. Az ausztrál rockegyüttest azonban hamarosan kitették a körútról, mivel Malcolm Young gitáros összebalhézott Butlerrel, és még meg is pofozta. A zenekaron belüli feszültségek az élő előadásokon is éreztették hatásukat.
1977 novemberében még mielőtt stúdióba vonultak volna a következő album próbáihoz, Ozzy Osbourne kilépett az együttesből. Iommi azonban olyannyira eltökélt volt, hogy azonnal folytatta a munkát, mégpedig az egykori Savoy Brown- és Fleetwood Mac-énekes Dave Walkerrel. 1978 januárjában egy brit tévéműsorban is fellépett a Walker vezette Sabbath, ahol a Junior's Eyes korai verzióját adták elő. Emellett demók is készültek egy következő albumhoz.  Osbourne ez idő tájt elhatározta, hogy egy önálló projektet hoz össze olyan ex-Dirty Tricks-tagokkal, mint John Frazer-Binnie, Terry Horbury, és Andy Bierne. 1978 januárjában azonban visszament a Sabbath soraiba. Iommi is akarta, hogy jöjjön vissza, az énekes azonban a drogok eluralkodása nyomán már nem volt hajlandó semmire. A készülődő lemez felvételei a kanadai Torontóban zajlottak, amelyet Iommi később kínszenvedésnek nevezett. Többek között egy jéghideg moziban is próbáltak dalokat írni, esténként pedig nekiálltak rögzíteni a friss témákat. Ilyen körülmények között Iommi számára nehéz volt, hogy ötleteket dolgozzon ki, és gyorsan dalokká is formálja őket. A lemez öt hónapig készült a torontói Sound Interchange stúdióban, és Never Say Die! címmel 1978. szeptember 28-án jelent meg.
Zeneileg az előző Technical Ecstasy által megkezdett kísérletezős utat követte. A szintetizátor használatát ezentúl Don Airey-re bízták, de ezenkívül harmonika, és egyéb kísérletező jellegű dolgok kerültek fel az albumra. Az utolsó számként szereplő Swinging the Chaint Bill Ward dobos énekli, mivel Osbourne nem volt hajlandó rá, hogy felénekelje. A zenekar tábora leginkább az energikus címadót, és a slágeres A Hard Roadot kedvelte, melyeket kislemezen is megjelentettek. Mindkettő bejutott a top 40-be a Egyesült Királyság slágerlistáin. Ezt követően a zenekar történetében másodszor is megjelent a Top of the Pops tévéműsorban, ahol a Never Say Die dalt adták elő. A rajongók többsége azonban megint negatívan viszonyult hozzájuk, sokak szerint a zenekar kezdett önismétlővé, monotonná válni. Ennek következményeként csökkent az együttes iránti érdeklődés, ami a lemez eladási számain is látszott. Az Egyesült Államokban csak a 69. helyezett lett, míg Angliában 12.
A kritikai felhangok ismét lehúzták a zenekart. A lemez megítélése az évek múlásával sem nagyon változott. A megjelenés után két évtizeddel Eduardo Rivadavia az Allmusic egy tagja céltalannak minősítette az anyagot, amely véleménye szerint tökéletesen tükrözi a zenekar kábítószerproblémáit, és belső feszültségeit. Ezen kívül az Allmusic az 5 csillagból 1 és felet adott rá. A lemez kereskedelmileg elődjénél is sikertelenebb lett, de a megjelenése után 20 évvel aranylemez lett az Egyesült Államokban.
A lemezt támogató turné 1978 májusában vette kezdetét, a Van Halen előzenekari közreműködésével. A koncertek látogatottsága csökkent a korábbi turnékhoz képest, és akik megnézték a zenekart lélektelen és fáradt jelzőkkel ihlették teljesítményüket. Ezzel ellentétben az akkor induló Van Halen kirobbanó formát nyújtott, akik Iommi elmondása szerint minden este a porba alázták őket. 1978 júniusában a londoni Hammersmith Odeonban léptek fel, a koncertet rögzítették, és később meg is jelentették VHS-kazettán majd DVD-n Never Say Die címmel. A turné utolsó állomása (és egyben Ozzy utolsó fellépése) a mexikói Albuquerque volt december 11-én.
A turnét követően visszatértek Los Angelesbe, és a Bel Airben béreltek egy házat, hogy nekiláthassanak új dalokat írni a készülő jubileumi lemezhez, amelyet a tizedik születésnaphoz igazítottak volna. Ezt azonban hátráltatta a nyomás a lemezkiadójuknál, akik már rég nem foglalkoztak a "megtépázott" Black Sabbath névvel. A legkomolyabb gond azonban Ozzy Osbourne állandó alkohol- és kábítószer-problémái voltak. A próbák alkalmával pár ötleten kívül semmi nem történt, így Iommi elhatározta, hogy új énekes után kutat. Noha mindenki élt drogokkal, az Ozzyhoz közel álló Bill Ward helyzete is nagyon súlyos volt. Amikor részeg vagyok, én szörnyű, szörnyű vagyok, mondta Ward, aki szerint az alkohol teljesen szétzilálta az akkor már rég rogyadozóban lévő zenekart.

### Heaven and HellésMob Rules(1979–1982)
Mivel a munka megrekedt Ozzyval, Iommi körülnézett ki jöhetne szóba énekesként. Szóba került David Coverdale és Robert Plant is. Egy 1986-os interjú során Iommi elárulta, hogy Coverdale-t több ízben is felkérte, de valahogy mindig olyankor, amikor neki más kötelezettségei voltak. Glenn Hughes neve is felmerült, de Iommi tudta, hogy a basszusgitáros-énekes bevétele konfliktust okozna a csapat és Butler között. Választása így Ronnie James Dióra esett, aki korábban a Rainbow-ban nyújtott teljesítménye révén lett élvonalbeli vokalista. Innen azonban távoznia kellett, mivel gótikus hangulatokkal és középkori romantikával átitatott szövegvilága nem volt alkalmas arra, hogy a csapat slágerlistás sikereket arathasson. Ritchie Blackmore a zenekar gitárosa ugyanis az amerikai rádiókat akarta bevenni. Dio ezután Connecticutban igyekezett összerakni egy új zenekart és itt hívta fel Iommi is. Egy idő után azonban már nem hívta többet, így Ronnie Los Angelesbe költözött formálódó csapatával. Egy este alkalmával azonban találkoztak a Rainbow bárban, ahol kettejükön kívül jelen volt Sharon Arden, aki ekkor még nem volt Ozzy Osbourne menedzsere, csupán a Sabbath-menedzser, Don Arden lánya. Ezt követően ellátogattak a Bel Airben lévő stúdiójukba és dzsemmeltek egy készülődő nótára, a későbbi Children of the Sea-re. Dio azonban közölte Iommival, hogy semmilyen zavaros ügybe nem hagyja belerángatni magát, és ha tisztába teszik a dolgaikat szóljanak. Hivatalosan ugyanis még Ozzy volt a Sabbath énekese. Másnap Iommi azzal hívta fel Diót, hogy kirúgták Osbourne-t. Dio hivatalosan 1979 júniusában lett a zenekar tagja.
Mire azonban meg lett a zenekar új énekese Geezer Butler már elhagyta a zenekart. Így a próbákon egy ideig a Quartz volt tagja Geoff Nichols basszusozott, akit eredetileg Iommi másodgitárosnak szánt. Miközben alakultak az új dalok, elgondolkodtak azon, hogy érdemes-e ragaszkodni a Black Sabbath névhez. Azt már tudni lehetett a sajtóból, hogy Ozzy egy Sons of Sabbath nevű új zenekarral akar turnézni. Jogilag a Black Sabbath név akkor Iommié, Butleré, és Wardé volt (ma már csak Iommié), tehát a nevet továbbra is használhatták volna, de az utóbbi négy-öt évben a zenekar úgy lejáratta magát, hogy Iommi úgy érezte, hogy más néven is kijöhetnének az új dalok. Végül azonban maradt a régi név, és ez főleg Dio vállára rakott komoly terheket. Az eredetileg kigondolt kétgitáros felállás nem volt kivitelezhető, így Geoff Nichols számára egyetlen megoldás maradt: a háttérben billentyűzhetett, effektezhetett, a külvilág számára a zenekart azonban továbbra is négy ember alkotta. Geoff a későbbi koncerteken sem volt látható. Többek között azért is döntöttek így, mert féltek, hogy túl sok lesz a Rainbow-párhuzam. A basszusgitárosi posztra Ronnie az egykori rainbow-s kollégáját Craig Grubertet javasolta, aki meg is felelt a meghallgatáson, de Iommi mégsem bízott abban, hogy maximális odaadással fog zenélni (szerinte Craig túl amerikai volt). Iomminak végül sikerült visszacsalogatnia Geezer Butlert 1980 januárjában.
Az új felállású Sabbathban Diónak is komoly szerep jutott a dalszerzésben, míg korábban Ozzy csak elénekelte amit odatettek elébe.
Miután rendeződtek soraik a Miamiben lévő Criteria Studiosba vonultak rögzíteni a következő lemezüket. Producernek azt a Martin Birchöt választották, aki korábban már a Rainbow-val is dolgozott, később pedig az Iron Maiden első hat albumán biztosított kiváló hangzást. A lemez készítése azonban nem ment egyszerűen. Bill Ward nem bírta feldolgozni az eredeti felállás elveszítését, ráadásul a édesanyja is akkortájt halt meg. A keverés eredetileg Londonban zajlott volna, de Iommi adóügyei miatt végül Párizsba utaztak. Az album végül 1980. április 25-én jelent meg Heaven and Hell címmel. Zeneileg egy a korábbiaknál energikusabb, újabb elemekkel bővülő anyag született, amely simán megállta a helyét, a korszakban kibontakozó A brit heavy metal új hulláma zenekarainak albumai mellett. Ennek révén számos, új fiatal rajongót is megnyertek maguknak. Dio képzett, széles hangterjedelme, az epikusabb, monumentális megközelítés egy újjászületett Black Sabbathot mutatott. Az olyan dalok, mint a címadó, a Neon Knights, a Children of the Sea, a Lonely Is the Word, vagy a Die Young a koncertprogram állandó darabjai lettek. Az album híre szájról szájra terjedt, és sokat segített az is, hogy a technikusok rendre ezt a lemezt tették be a rockbulik előtt, és a rajongók egymást kérdezgették, hogy mi szól. Sokan el sem hitték, hogy ez a Sabbath.
Ennek a hatására a Warner is komolyabban a csapat mögé állt, olyannyira, hogy a csapat megkérdezése nélkül piacra dobtak egy koncertlemezt Live at Last címmel. A koncertlemez a brit listákon az 5. helyezett lett, a Paranoid pedig újra bekerült a top 20-ba. Ez a koncertfelvétel még az Ozzy-érában készült. A Heaven and Hell az Egyesült Királyságban a 9., míg az Egyesült Államokban a 28. helyen debütált. A lemez egyöntetűen kivívta a rajongók és a kritikusok elismerését, melyet a zenekar és a heavy metal legjobb lemezei közt tartanak számon. Az Allmusic az 5 csillagból 4 és felet adott rá, és úgy jellemezte a zenekart, hogy sikerült újjászületniük. A Sabotage óta a legkelendőbb albumuk lett, ami az Egyesült Államokban beplatinázódott. Azóta a Warner rock-, metálkiadványainak egyik legnépszerűbb darabja lett.
A lemezmegjelenést nagyszabású világturné követte. Dio első élő fellépésére Németországban került sor 1980. április 17-én. Az amerikai körút a Blue Öyster Cult "Black and Blue" turnéjának társaságában zajlott le. 1980. július 26-án 75 000 rajongó előtt léptek fel a Los Angeles-i Memorial Coliseumban. Az estén még olyan sztárok is felléptek, mint a Journey, a Cheap Trick, és Molly Hatchet. A következő napon pedig az Oakland Coliseumban léptek fel a "Day on the Green" fesztivál keretében. Az előadások alkalmával sikerült meggyőzniük a közönséget, Ronnie ördögvilla- vagy ördögszarv-kézmozdulatai elterjedtek a heavy metal szubkultúrában, és rajongók valamint más zenészek egyaránt átvették. A siker hatására Ozzy Osbournes a sajtón keresztül támadta volt társait, az interjúk során előszeretettel élcelődött Dio nem éppen daliás termetén, de a "Black Rainbow" gúnynevet is előszeretettel aggatta rájuk.
A turné azonban tovább folytatódott és mire Londonba ért, már olyan híre volt az új felállásnak, hogy a Hammersmith Odeonban rendezett koncerten a komplett Led Zeppelin is megjelent. Egy közös turné gondolata is felmerült, ez azonban John Bonham szeptemberi halála miatt már nem valósult meg.
Az 1980. augusztus 18-án tartott minnesotai koncert után Bill Ward kilépett az együttesből. Ward utált utazni, gyűlölte a repülést, elege volt már mindenből, ráadásul folyamatosan ivott. Mentálisan és fizikailag is ki volt készülve. Miután Ward bejelentette Denverben, hogy kilép, a csapat visszarepült Los Angelesbe, és ott két napon át próbáltak Vinny Appice dobossal, majd folytatták a turnét. 1980. augusztus 31-én Hawaiin már az új dobossal (aki Carmine Appice öccse) léptek fel. A Warner meghosszabbította szerződését a zenekarral, sőt Ronnie James Dióval még külön is kötöttek szerződést, ami utóbb nagyban segítette az énekest a saját csapata elindításakor. 1981 februárjában befejeződött a Heaven and Hell turnéja, így a zenekar stúdióba vonult, hogy nekilásson a következő lemez munkálatainak. A felvételek a Los Angeles-i Record Plant stúdiókban folytak, ismét Martin Birch produceri irányításával.
Tizedik nagylemezük Mob Rules címmel 1981. november 4-én jelent meg. A felvételeken már az új dobos Vinny Appice mutatkozott be, aki kemény és fifikás játékával kiválóan pótolta elődjét. Zeneileg a Heaven and Hell által megkezdett utat folytatták, és ismét egy erős lemezt sikerült alkotniuk. A rajongók kitörő lelkesedéssel fogadták, a kritikák viszont nem voltak egyöntetűen pozitívak. Az Allmusic négy csillagot adott az ötből, a Rolling Stone viszont csak egyet. JD Considine az albumot tompának és dagályosnak titulálta. Az idő haladtával a zenei sajtó javított a lemez megítélésén. Az Allmusic a megjelenése után egy évtizeddel nagyszerű anyagnak nevezte. A lemez kereskedelmileg is sikeres lett, a brit listákon bejutott a top 20-ba, Amerikában pedig 29. lett. Az album aranylemez minősítést ért el az Egyesült Államokban. A The Mob Rules című számot John Lennon egy régi angliai házában rögzítették. A dal szerepelt az 1981-es Heavy Metal című filmben is, noha eltérő változatban, mint a lemezen.
Az együttes a Mob Rules album megjelenése után egy újabb világturnéra indult, amely az Egyesült Államokat is szerte érintette. Felléptek Dallasban , San Antonióban és Seattle-ben is. Mivel a zenekar nem volt teljes mértékben elégedett a Live at Last koncertlemez minőségével, úgy döntöttek, hogy kiadnak még egy koncertlemezt. Ez 1982 decemberében jelent meg Live Evil címmel, rajta a Mob Rules turné hanganyagával. Az anyag keverésénél azonban komoly gondok keletkeztek a zenekar tagjai között. Iommi, Butler és Nichols azt mondták akkor, hogy ők napközben keverték az anyagot, és minden reggel azt vették észre, hogy másként állnak a gombok a keverőpulton, mint ahogy előzőleg hagyták. Szerintük Dio és Appice éjszakánként egy Dio-szólóalbum dalain dolgoztak, és közben az énekes hangját is hangsúlyosabbra vették az élő albumon. Noha Dio teljes mértékben tényleg nem volt elégedett az anyaggal, de szerinte semmiféle trükközés nem volt (ezt azóta már Iommi is elismerte). Elmondása szerint Butlerék meg sem jelentek a stúdióban, és mivel sürgetett az idő, ők Vinnyvel ki akarták használni a stúdió adta lehetőségeket. Iomminak azonban úgy 10 nap után elege lett, és kitette a zenekarból az énekest, aki vitte magával Vinnyt is. Ronnie 1982 novemberében elindította saját zenekarát Dio néven, mellyel jelentős sikereket ért el.
A Live Evil koncertlemez eladásait beárnyékolta Ozzy Osbourne Speak of the Devil című koncertlemeze, amely szintén Black Sabbath-dalokat tartalmazott. Ugyanis Ozzy lemeze előbb jelent meg és platina minősítést szerzett.

### Born Again(1983–1984)
A két egyedül maradt alapító tag, Tony Iommi és Geezer Butler elkezdett meghallgatásokra járni, hogy új énekest keressenek. Újra szóba került David Coverdale a Whitesnake-ből, továbbá Nicky Moore a Samsonból és John Sloman a Lone Starból. Állandó tagként végül Ian Gillant, a Deep Purple egykori legendás énekesét választották, aki 1982 decemberében lett a csapat tagja.

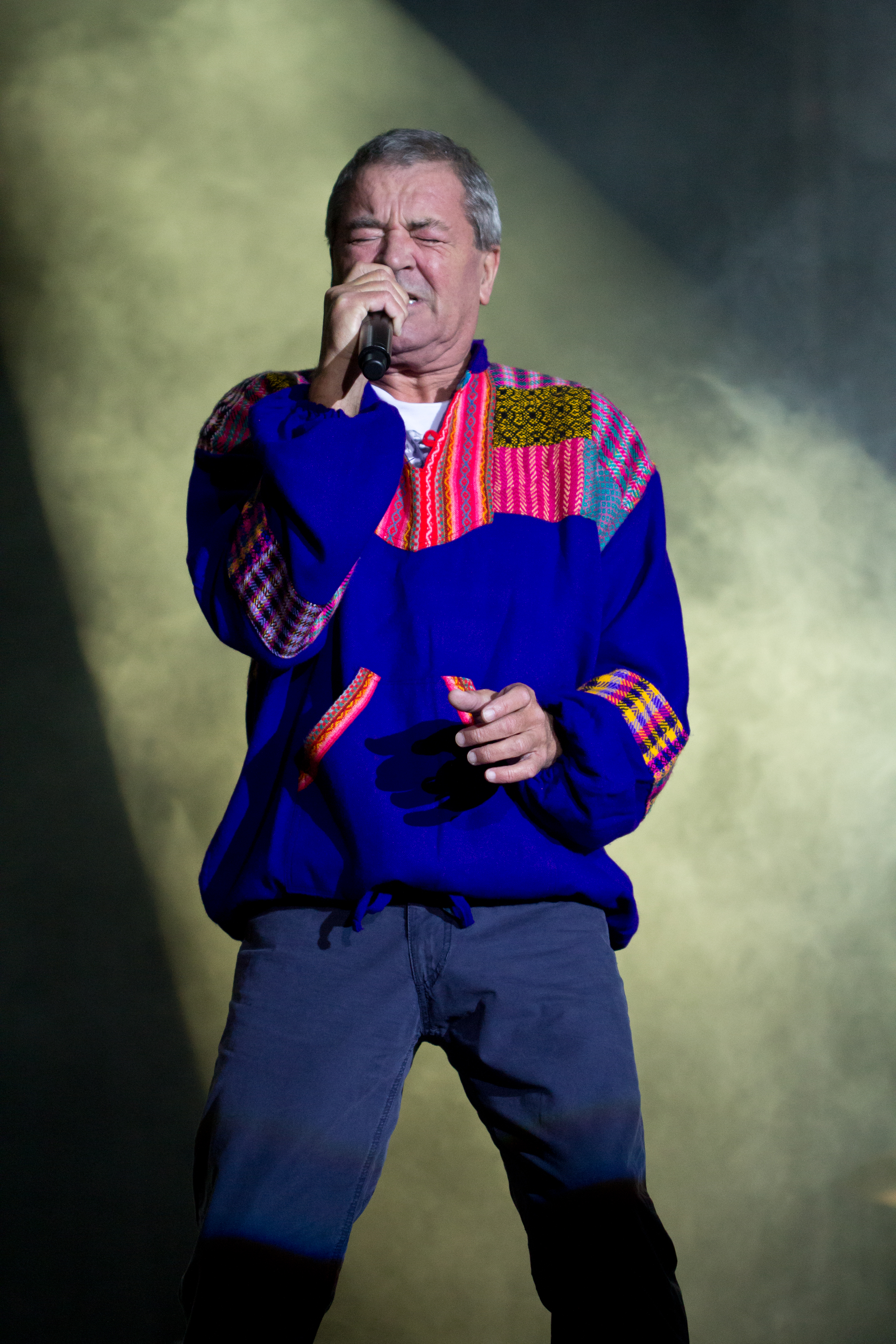
Ian Gillan a Deep Purple énekese, aki 1983-ban lett a Black Sabbath tagja

Eredetileg más nevet akartak felvenni, a kiadó azonban ragaszkodott a Black Sabbath névhez, így végül továbbra is megtartották nevüket. Dobosként visszatért hozzájuk az immár józan Bill Ward. A négyes az angliai Shipton-on-Cherwellbe utazott (Oxfordshire-ben található), hogy nekilássanak az új album felvételeinek, a The Manor stúdióban. Az album Born Again címmel, 1983 szeptemberében jelent meg. A produceri teendőket saját maguk mellett Robin Blackre bízták. A lemez mind a rajongóktól, mind a kritikusoktól vegyes fogadtatásban részesült. A lemez leghíresebb dala talán a Zero the Hero, amely Gillan kedvence is a Sabbathtal készített munkái közül. A lemez a brit listákon a 4. helyen debütált, míg az Egyesült Államokban 39. lett. A megjelenése után egy évtizeddel az Allmusic kritikusa Eduardo Rivadavia "félelmetes"-nek nevezte az albumot, megjegyezve, hogy Gillan bluesos stílusa és humoros dalszövegei teljesen nem passzolnak a Sabbath sötét és nyomasztó világához.
Az albumot követő turné után Bill Ward ismét elhagyta az együttest, helyére a korábban az Electric Light Orchestrában is megfordult Bev Bevan került. Az 1983–84-ben lebonyolított világturnét már ő játszotta végig, amely Európában startolt a Diamond Head társaságában, majd a tengerentúlon folytatódott, ahol a Quiet Riot és a Night Ranger voltak a turnépartnereik. 1983-ban a Reading fesztivál főzenekaraként léptek fel, ahol a Purple Smoke on the Waterjét is előadták. A turné során a Stonehenge dalra utalva, egy óriási méretű Stonehenge emlékmű is helyet kapott a színpadon. Ezt később a This Is Spinal Tap című filmben is kiparodizálta a filmben szereplő zenekar.

### A feloszlás és aSeventh Star(1984–1986)
A Born Again turnéja 1984 márciusában véget ért. Ezt követően Ian Gillan kilépett az együttesből, hogy csatlakozzon a klasszikus felállásában újjáalakult Deep Purple-höz. Őt egy ismeretlen Los Angeles-i énekessel David Donatóval helyettesítették. Az új felállás 1984 októberében felvett egy demót, Bob Ezrin produceri közreműködésével. A zenekar azonban elégedetlen volt az eredménnyel, így a Sabbath és Donato útjai rövid időn belül elváltak. Geezer Butler megunta a folytonos tagcseréket, így 1984 novemberében ő is elhagyta a zenekart. Ő már az Ian Gillan-es felállással is elégedetlen volt.

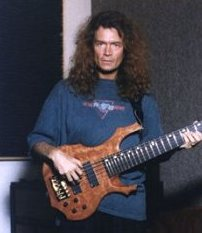
Glenn Hughes 1986-ban volt az együttes tagja

Butler kilépésével már csak Tony Iommi maradt egyedül az eredeti tagságból, és ő is félretette a Black Sabbathtal való elképzeléseit. Geoff Nichols billentyűssel egy szólólemez ötletén kezdett el dolgozni. Míg az új anyagon dolgoztak, Bob Geldof felajánlotta, hogy a Live Aid jótékonysági koncerten felléphetne az eredeti felállású Black Sabbath. A tagok elfogadták az ajánlatot, így 1978 óta újra az eredeti felállásban léptek színpadra, Philadelphiában, 1985. július 13-án. Három számot adtak elő (Children of the Grave, Iron Man és Paranoid). Az eseményen a The Who és a Led Zeppelin is fellépett. A négyes azonban nem maradt együtt, Ozzy folytatta tovább sikeres szólókarrierjét. Iommi Dave Spitz basszusgitárossal, Eric Singer dobossal, folytatta tovább egyéni elképzeléseit. Énekesként olyan nevek merültek fel számára, mint Rob Halford a Judas Priestből, az egykori Trapeze- és Deep Purple-tag Glenn Hughes, vagy a korábbi Sabbath-énekes Ronnie James Dio. Olyan elképzelés is felmerült, hogy több vendégénekes fog közreműködni az albumon, de főleg egyeztetési problémák miatt ez nem valósult meg. Glenn Hughesszel már készültek közös ötletek, így végül úgy döntöttek, hogy az egész anyagot ő fogja felénekelni.
A formáció az Atlantai Cheshire Sound Studiosba vonult, hogy rögzítsék ötleteiket. Tony Iommi saját nevén, szólólemezként akarta megjelentetni, a Warner kiadó azonban ezt megtiltotta, és ragaszkodott a Black Sabbath névhez. A lemez végül Black Sabbath featuring Tony Iommi név alatt Seventh Star címmel 1986. január 28-án jelent meg. Zeneileg egy dallamosabb, közérthetőbb irányba indultak el, melyen érezhető volt a Sunset Strip-beli amerikai dallamos hard rock hatása is. A kritikusok lehúzták az albumot, bár később az Allmusic pozitív kritikát jelentetett meg róla, és leírta, hogy az albumot gyakran félreértik és alábecsülik.
Az album a Billboard 200-as listáján a #78. helyet érte el. Legismertebb dala az albumnak a No Stranger To Love lett. A rajongói visszajelzések vegyesek voltak, és Iommi megjegyezte, hogy ha szólólemezként jelenhetett volna meg, akkor sokkal többen elfogadták volna. Az album kereskedelmi szempontból sem lett egyöntetű siker.
Az új felállás hat hétig készült az újabb világturnéra, és a zenekar e téren is kénytelen volt használni a Black Sabbath nevet. Glenn Hughes egy Iommi-projektnek tekintette a zenekart, magát nem tekintette Sabbath-tagnak. Négy nappal a turné előtt Hughes egy kocsmai verekedésben úgy megsérült a szemén, hogy nem vehetett részt a turnén, és elhagyta a zenekart. Hogy a zenekar turnéra indulhasson bevették új énekesként Ray Gillent, és már az ő frontemberkedésével vágtak neki a turnénak olyan zenekarok társaságában, mint a W.A.S.P. és az Anthrax. A rossz jegyeladások miatt azonban törölni kellett az amerikai dátumokat.
1985 januárja és májusa között Iommi egy keresztény énekessel, Jeff Fenholttal dolgozott egy ideig, aki ragaszkodott hozzá, hogy ő legyen a Sabbath énekese. Tony Iommi ezt azonban sosem erősítette meg, csak azt hogy tényleg dolgozott vele egy szólóalbumon.

### The Eternal Idol,Headless Cross, ésTyr(1986–1990)
1986 októberében, a Montserratban levő Air Studiosban kezdtek dolgozni egy új anyagon. Producernek ezúttal Jeff Glixmant választották. Vele azonban kezdetektől fogva problémáik akadtak, ezért a felvételeket Vic Coppersmith-Heaven és Chris Tsangarides segítségével fejezték be. A felvételek közben személyi okokra hivatkozva kilépett Dave Spitz basszusgitáros, akit az egykori Rainbow/Ozzy Osbourne basszusgitárossal Bob Daisleyel helyettesítettek. Vele újra felvették a basszussávokat, valamint megírta a készülődő lemez dalszövegeit is. Még mielőtt az album elkészült volna Daisley és Eric Singer dobos egy rövidebb ideig csatlakozott Gary Moore zenekarához. 1987 januárjában folytatták a munkát ezentúl már az angliai Morgan Studiosban Chris Tsangarides közreműködésével. A felvételek közben Gillen kilépett az együttesből, hogy csatlakozzon John Sykes Blue Murder nevű formációjához. Helyére Tony Martin került, de meggyőzték Bev Bevan korábbi dobost is, hogy vendégként működjön közre a lemezen. Végül két számban (Scarlet Pimpernel, Eternal Idol) szerepelt Bevan ütőhangszereken.
Még mielőtt megjelent volna a lemez, elvállaltak egy koncertet a faji gyűlöletről híres Dél-Afrikában, amiért erősen bírálták őket, és sok rajongót magukra haragítottak. A botrányos eset miatt egy időre kitiltották őket Európából. Az afrikai koncerten Bevan nem volt hajlandó fellépni, ezért Terry Chimes segítette ki a zenekart, aki korábban a The Clash tagja volt.
Az új albumot végül Eric Singer és Bob Daisley közreműködésével befejezték, és The Eternal Idol néven 1987. november 1-jén jelent meg az Egyesült Királyságban. Az Egyesült Államokban csak 1987. december 8-án látott napvilágot. A lemez vegyes fogadtatásokban részesült, és csak a 168. helyet érte el a Billboard 200-as listáján, míg Angliában a 66. helyezett lett. Az Allmusic dicsérte Tony Martin erőteljes hangját, és Iommi nehézsúlyú, a korai éveket idéző, hatásos riffjeit. Az Allmusic három csillaggal jutalmazta az ötből, a Blender viszont csak kettővel.
A lemezt támogató turné Németországban, Olaszországban és első alkalommal Görögországban vette kezdetét. Más európai országokban a dél-afrikai incidens miatt nem léphettek fel. Dave Spitz még nem sokkal a turné előtt elhagyta a zenekart, helyére Jo Burt került, aki korábban a Virginia Wolfban zenélt.
Miután a zenekar gyenge lemezeladásokat produkált, a Vertigo Records és a Warner Bros. Records egyaránt ejtette őket. A zenekar az I.R.S. Recordsszal kötött szerződést. A zenekar 1988 augusztusában visszavonult, hogy a következő albumra koncentrálhasson. Iommi egy új kezdetnek nevezte ezt a korszakot, a zenekar kezdte megtalálni hitelét. Iommi bevette basszusgitárosnak Laurence Cottle stúdiózenészt, az új dobos pedig a legendás Cozy Powell lett. Ez a felállás egy olcsó angliai stúdióba vonult, hogy nekilássanak a munkálatoknak. 1989. április 1-jén jelent meg sorrendben tizennegyedik nagylemezük Headless Cross címmel. Az album egy megerősödött zenekar képét mutatta, ennek megfelelően a fogadtatása is igen pozitív volt. Az Allmusic 4 csillagot adott rá az 5-ből, és megfogalmazta, hogy ez a legjobb olyan albumuk, amelyen nem Ozzy vagy Dio szerepel. A lemez a brit listákon listavezető lett, míg az Egyesült Államokban a 115. helyezést érte el. A When Death Calls című dalban a gitárszólót Iommi jó barátja, a Queen gitárosa, Brian May játszotta fel. Zeneileg a Dio-korszak óta jellemző, monumentális heavy metal irány hallható. A kiadást követően ismét turnéra indultak, immár Neil Murray basszusgitárossal, aki korábban Gary Moore és a Whitesnake soraiban is megfordult.
Az amerikai turné 1989 májusában kezdődött a Kingdom Come és a Silent Rage zenekarokkal közösen. Nyolc előadás után azonban törölni kellett a körutat, mivel a jegyeladások nagyon alacsonyak voltak. Az európai turné szeptemberben kezdődött, ahol viszont csakúgy mint a lemez, a koncertek is sikeresek lettek. Egy Japán kitérő után Oroszországban turnéztak a brit Girlschool társaságában. A Black Sabbath volt az egyik első nyugati zenekar, amelyik fellépett Oroszországban, miután Mihail Gorbacsov megnyitotta az ország nyugati határait.
A koncertek után 1990 februárjában visszatértek a stúdióba, dolgozni a friss ötleteiken. A felvételek a Rockfield és Woodcray Stúdiókban zajlottak, a produceri teendőket pedig maguk látták el. A készülő lemez végül Tyr címmel jelent meg 1990. augusztus 20-án Angliában, míg Amerikában csak augusztus 31-én. Neil Murray az albumon is hallható basszusgitárosként. A lemez ugyan nem egy konceptalbum, de több dal is szól az északi mitológiáról. A brit lemezlistán a 24. helyezett lett, az Egyesült Államokban viszont első Sabbath-albumként nem sikerült bekerülnie a Billboard 200-ba. A rajongók fogadtatása jó volt, míg a kritikák lesújtó véleménnyel voltak róluk. Az Allmusic az 5 csillagból 1-et adott rá, csakúgy mint a Blender, amelyik megjegyezte, hogy az album érdektelensége csak bemocskolja a Black Sabbath nevet. A lemez turnéja a Circus of Power zenekarral zajlott le Európában, de a rossz jegyértékesítések miatt hét brit fellépést töröltek. Első alkalommal fordult elő, hogy a zenekar az új anyagát az Egyesült Államokban már meg sem turnéztatta.

### Dehumanizer(1990–1993)

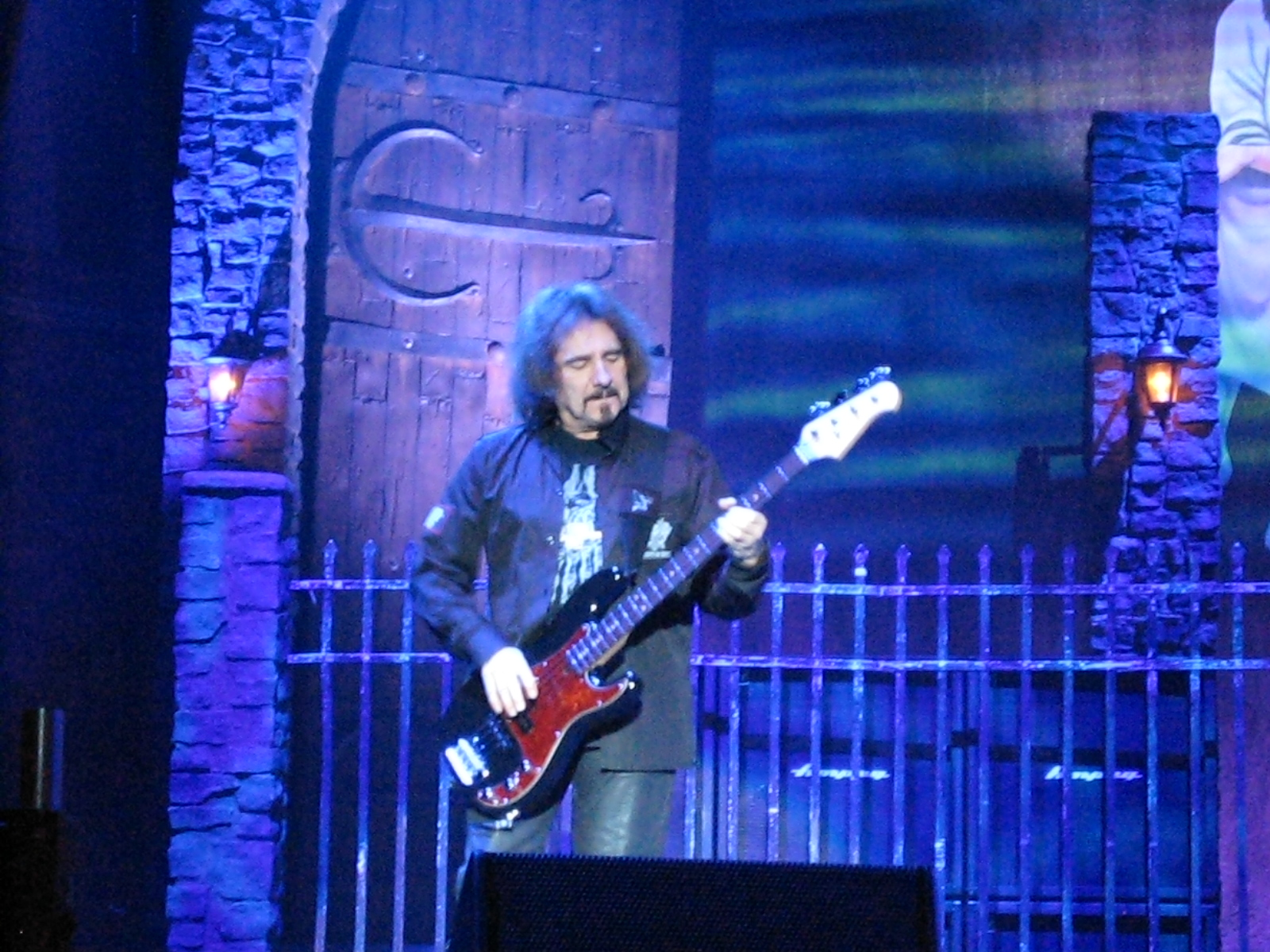
Geezer Butler basszusgitáros

Időközben Dio szólópályája a kezdeti sikerek után akadozni kezdett. A Lock Up The Wolves turnéja után úgy gondolta, érdemes próbát tenni sikereinek egy korábbi színterén, vagyis a Black Sabbath élén. Geezer Butler szintén benn volt a dologban, aki Iommit is próbálta meggyőzni az újjáalakulásról. Iommi végül elbocsátotta Neil Murray basszusgitárost, és Tony Martin énekest, a helyükre pedig Dio és Vinny Appice dobos érkezett, 1990 őszén. Az újjáalakulás mögött sokan csak a pénz iránti vágyat látták, Iommi azonban tagadta ezeket a kijelentéseket. Az új anyag felvételeit a walesi Rockfield Studiosban kezdték meg, Reinhold Mack producer közreműködésével. A felvételeket eredetileg Cozy Powell dobossal tervezték, aki éppen rosszban volt Dióval. Az énekes állítólag válaszút elé állította Tonyt, mondván vagy ő megy vagy Cozy. A gitárosnak mégsem kellett döntenie ugyanis Powell lovasbalesetet szenvedett. Így lett újra Vinny a dobos. A felvételek nem mentek zökkenőmentesen, ugyanis Dio és Iommi között volt némi feszültség, valamint több dalt is többször kellett újrajátszani.. Az album készítése hosszú ideig elhúzódott, ami anyagilag is megterhelő volt, utóbb azonban Dio és Iommi is úgy nyilatkozott, hogy megérte az erőfeszítés. Iommi elmondása szerint néha kell egy kis feszültség, melynek révén az eredmény is jobb lehet.
Az album 1992. június 22-én jelent meg Dehumanizer címmel, amelyet az Egyesült Államokban immár a Reprise Records gondozott. Általánosságban mindenki a Heaven and Hell és a Mob Rules, vagyis a korábban Dióval készült albumok folytatását várta. Végeredményül pedig megszületett a zenekar legsúlyosabb, legsötétebb, és legelidegenítőbb albuma. A rajongók lelkesen fogadták az új művet, a kritikai visszhangok viszont vegyesek voltak. Az Allmusic az 5 csillagból kettő és felet adott az albumra. Kereskedelmileg is előrelépést produkáltak az utóbbi lemezekhez viszonyítva, az utóbbi évtized legkelendőbb Sabbath-albuma lett. A zakatolós TV Crimest kislemezen is kiadták, ami 44. helyezett lett a Billboard 200-on. Érdekesség, hogy a Master of Insanity című számot Geezer és a jelenlegi House of Lords-gitáros Jimi Bell írta, bár ez a lemezen nincs feltüntetve.
Az album turnéját 1992 júliusában kezdték meg a Testament, a Danzig, a Prong és az Exodus társaságában. Ozzy Osbourne ekkortájt szintén turnézott, és felajánlotta, hogy a Black Sabbath felléphet előtte a Costa Mesa-i koncertjén. A zenekar elfogadta az ajánlatot, kivéve Ronnie James Diót. A koncerten végül Rob Halford lépett fel a Sabbath élén, két koncert erejéig, Dio pedig folytatta szólókarrierjét. Egy rövid előadás erejéig Bill Ward és Ozzy ismét csatlakozott a Black Sabbathhoz, így 1985 óta újra együtt lépett fel a kezdeti négyes.

### Cross PurposesésForbidden(1993–1996)
1993-ra Vinny Appice dobos is elhagyta a zenekart, hogy csatlakozzon Dio szólócsapatához. Így szerepelt Dio Strange Highways és Angry Machines albumain is. Iommi és Butler választása az egykori Rainbow-dobosra Bobby Rondinellire esett, énekesként pedig visszahívták Tony Martint. Az új felállású zenekar stúdióba vonult, egy új lemez elkészítésének céljából. A Black Sabbath névtől megint próbáltak megválni, mivel Butler elmondása szerint ez inkább volt egy Iommi–Butler-projekt, semmint a Sabbath. A felvételek a walesi Monnow Valley Studiosban vették kezdetét, a produceri teendőket pedig megint maguk látták el. A nagylemez 1994. január 31-én jelent meg világszerte, Cross Purposes címmel. A lemez vegyes kritikákban részesült, az Allmusic az öt csillagból hármat adott rá, míg a Blender csak kettőt; a lap ironikusan megjegyezte, hogy a Soundgarden akkori lemeze, a Superunknown sokkal jobb Sabbath-album lett, mint a Cross Purposes. Bradley Torreano az Allmusic egyik kritikusa viszont azt írta, hogy a Born Again óta ez az első olyan albumuk, amely tényleg úgy hangzik, mint egy igazi Black Sabbath-album. Az albumon található Evil Eye dalban Eddie Van Halen is részt vett szerzőként, ezt azonban kiadói korlátozások miatt nem tüntették fel. Az anyag az Egyesült Királyságban nem jutott be a top 40-be, mivel csak a 41. helyig kúszott. Az Egyesült Államok Billboard 200-as listáján a 122. helyen debütált. Promóvideó a The Hand That Rocks the Cradle című számra készült.
A lemezt támogató turné 1994 februárjában startolt Amerikában, mégpedig a Motörhead és a death metalos Morbid Angel társaságában. Azt ezt követő Európa-turné alkalmával felléptek a londoni Hammersmith Apollóban is 1994. április 13-án, amelyet Cross Purposes Live címmel CD-n és videókazettán is megjelentettek 1995-ben. A kiadvány akkoriban egy CD+VHS dobozban is megjelent, de ma már DVD-n is kapható. Az európai turné 1994 júniusában ért véget, ahol a Cathedral és a Godspeed voltak a partnereik. A turné után Bobby Rondinelly távozott az együttesből, helyére ismét Bill Ward került. A dél-amerikai koncerteken már ő játszott.
Nem sokkal ezután azonban Geezer Butler hagyta el az együttest, aki elmondása szerint teljesen kiábrándult a zenekarból. Butler GZR néven megalapította saját zenekarát, mellyel 1995-ben megjelentette Plastic Planet című albumát. Miután Butler kilépett Ward is távozott, így Iommi visszahívta Neil Murray basszusgitárost, és Cozy Powell dobost. Ezzel újra a Tyr-korszakos felállás jött össze. Miután rendeződtek soraik, megkezdték a munkálatokat a következő albumhoz. A felvételek a Los Angeles-i Devonshire Studiosban és a lliverpooli Parr Street Studiosban kezdődtek meg. Producernek Ernie C-t a Body Count gitárosát választották. A lemez 1995. június 8-án jelent meg Forbidden címmel. Sem az Egyesült Államokban, sem az Egyesült Királyságban nem aratott sikert. Az albumot nagyon lehúzták a kritikusok, az Allmusic az 5 csillagból egy és felet adott neki, a dalokat pedig unalmasnak, lélektelennek minősítették. A Blender magazin kínosnak titulálta a lemezt, és kijelentette, hogy a valaha készült leggyengébb Sabbath-album készült el.
Érdekesség, hogy az albumot nyitó számhoz, a The Illusion of Powerhez Ice T írta a szöveget, és énekel is benne.
A lemez világturnéja 1995 júliusában vette kezdetét, ismét a Motörhead, valamint a Tiamat társaságában. Két hónappal a megkezdett turné után Cozy Powell elhagyta a zenekart egészségügyi problémáira hivatkozva. Helyére ismét Bobby Rondinelli állt be. A turné utolsó állomásai 1995 decemberében voltak Ázsiában. Ezt követően Iommi pihenőidőt iktatott be, illetve elkezdett dolgozni egy szólóalbumon Glenn Hughes és az egykori Judas Priest-dobos Dave Holland társaságában. Az anyag hivatalosan nem jelent meg, de széles körben elterjedt bootleg formátumban. A lemez hivatalosan 2004-ben jelent meg The 1996 DEP Sessions címmel, de a kiadás alkalmával a dobokat újra rögzítették Jimmy Copley közreműködésével.
1997-ben Tony Iommi feloszlatta az akkori felállást, hogy újra összejöjjön az eredeti négyes, azaz az Ozzy–Iommi–Butler–Ward-felállás. Tony Martin énekes később azt állította, hogy erre már Ozzy 1992-es Costa Mesa-beli buliján sort akartak keríteni, de az IRS kiadóval való kötelezettségeik miatt még elkészítették a Forbidden albumot. Az IRS Records, hogy teljesítse szerződéses kötelezettségét, 1996-ban megjelentetett egy válogatásalbumot The Sabbath Stones címmel. A lemezen található dalokat a Born Again albumtól egészen a legutóbbi Forbidden albumig alkotó számok képezik.

### Az eredeti felállás újraegyesülése (1997–2006)
Az eredeti négyes hivatalosan 1997 nyarán alakult újjá. A zenekar fellépett az énekes Ozzfest nevezetű fesztivál turnéján főzenekarként. A fellépéseken átmenetileg azonban Ozzy csapatából és a Faith No More soraiból ismert Mike Bordin dobolt, mivel Ward még érvényben lévő szerződéses kötelezettségben állt a Bill Ward Banddel. Ward végül 1997 december elején csatlakozott az együtteshez. Még e hónap 4. és 5. napján két koncertet is adtak Birminghamben. Mind a kettőről felvétel is készült, ami 1998. október 20-án jelent meg dupla CD-n az Epic Records gondozásában, Reunion címmel. Az albumon két vadonatúj stúdiódal is helyet kapott, a Selling My Soul és a Psycho Man. Ezeket kislemezként is kiadták, és mindkettő bekerült a Billboard Mainstream Rock Tracks listáján az első 20-ba.
A kiadvány a Billboard 200-as listáján a 11. helyen nyitott, és platinalemez lett az Egyesült Államokban. Az albumról az Iron Man meghozta a zenekar számára az első Grammy-jelölést, 2000-ben a legjobb metálteljesítmény kategóriában, 30 évvel a dal eredeti megjelenése után.
1998 nyarán európai turnéra indultak, azonban Bill Ward szívrohamot kapott, így ideiglenesen megint elhagyta a zenekart. Helyére Vinny Appice került. 1999 januárjában Ward már visszatért és amerikai turnéra indultak a Pantera társaságában. A körút nyáron folytatódott, az Ozzfest fesztivál keretein belül, főzenekarként léptek fel.

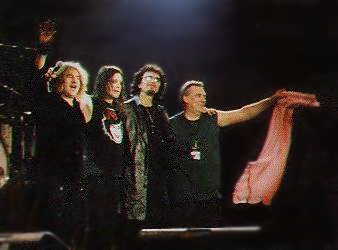
A Black Sabbath 1999. december 16-án.
B-J: Geezer Butler, Ozzy Osbourne, Tony Iommi, és Bill Ward

Ezt követően szünetet tartottak és a szólódolgaikra kezdtek koncentrálni. Tony Iommi 2000-ben elkészítette első hivatalos szólóalbumát Iommi címmel, Ozzy pedig hozzálátott a Down to Earth című albumának a munkálataihoz.

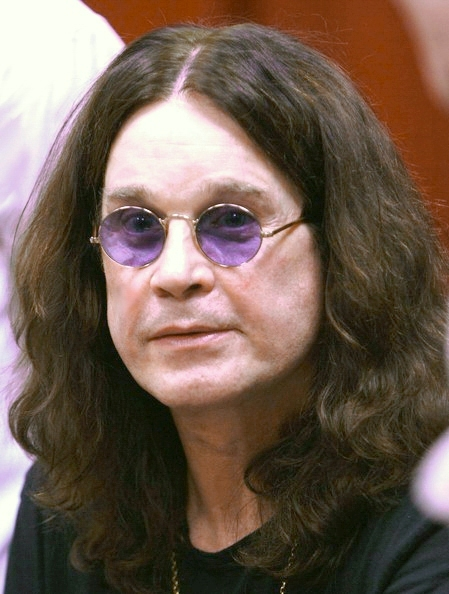
Ozzy Osbourne, a Black Sabbath eredeti énekese

2001 tavaszán stúdióba vonultak Rick Rubin producer közreműködésével, hogy nekilássanak egy új lemeznek, de a felvételeket nyáron abba kellett hagyniuk, hogy Osbourne befejezhesse készülő albumát. Iommi sajnálta, hogy a folyamatot félbe kellett szakítani, mert véleménye szerint igazán jó dalok születtek.
A munkát tovább hátráltatta, hogy The Osbournes néven sorozat indult az MTV-n, amely az énekes mindennapjait követte nyomon. A show hatalmas sikert aratott, melynek révén sok fiatal megismerte Ozzyt és a Sabbathot. Ennek nyomán a Sanctuary Records kiadott egy Past Lives című dupla koncertalbumot, ami 2002. augusztus 20-án jelent meg. A kiadvány első diszkjén egy 1973. március 11-én rögzített manchesteri és egy 1973. március 16-i londoni koncert hallható. A londoni felvétel a Rainbow Theatre-ben készült. A kettes diszk első és 5.–9. dala 1970. december 20-án Párizsban került rögzítésre az Olympia Theatre-ben, a 2–4-es számok pedig egy 1975. augusztus 6-i New Jersey-beli koncertet örökítenek meg. Az album a Billboard listáján a 114. lett.
2002. október 22-én egy 2 CD-ből álló válogatást jelentettek meg Symptom of the Universe: The Original Black Sabbath 1970–1978 címmel. Az anyagon csak 1970 és '78 közötti dalok kaptak helyet. Ez után újabb pihenőidőszak következett, majd 2004 és 2005 nyarán is felléptek az Ozzfest fesztiválokon.
Időközben a Warner Bros. megjelentetett egy Black Box: The Complete Original Black Sabbath (1970–1978) című boxszettet, amely az összes Ozzy Osbourne-érás albumukat tartalmazza. Az albumokat újra maszterizálták és jár hozzájuk egy 80 oldalas füzetkönyv is. Itt elolvasható a zenekar története, valamint pár dalszöveg is. Emellett a diszkek közt található egy DVD is, amin egy 1970-es Beat Club-beli fellépés koncertje látható.
2005 novemberében beiktatták őket az UK Music Hall of Fame-be, majd 2006 márciusában a zenekar bekerült az amerikai Rock and Roll Hall of Fame-be is. A díjátadóan a zenekar tiszteletére a Metallica előadta a Hole in the Sky és az Iron Man dalokat.

### The Dio Years, Heaven & Hell, és Black Sabbath (2006–2010)
Miközben 2006-ban Ozzy Osbourne újabb szólóanyagán dolgozott, a Rhino Records megjelentett egy Black Sabbath: The Dio Years című válogatáslemezt, amelyen kizárólag a Ronnie James Dio énekével készült Sabbath-albumról válogatták össze a dalokat. A kiadó kérésére Iommi, Dio, Butler és Appice megírt és rögzített három vadiúj dalt is, amelyek a válogatásra is felkerültek (The Devil Cried, Shadow of the Wind, és Ear in the Wall). Az album 2007. április 3-án jelent meg és a Billboard 200-on az 54. helyezést érte el. A The Devil Cried dal 37. helyezett lett a Mainstream Rock Tracks listáján. Az együttműködés következtében pletykák röppentek fel egy esetleges Dio-érás újjáalakulásról. Ezt erősítette az is, hogy Ozzyval a zenekar évek óta stagnált. Végül a pletykák igaznak bizonyultak, és Iommi összehívta a Heaven and Hell-érás felállást, hogy világ körüli turnéra induljanak. Hivatalosan azonban Ozzy, Iommi, Butler és Ward a Black Sabbath tagjai, így a félreértések elkerülése végett Heaven and Hell néven indultak turnéra. Az elnevezés az 1980-as album után született meg, így eredetileg Bill Ward is részt vett volna a projektben, de többek között zenei különbségekre is hivatkozva nem vállalta a fellépéseket. A dobos posztra így Vinny Appice került, aki a Mob Rules és a Dehumanizer albumokon is játszott a Iommi–Butler–Ronnie-trióval.

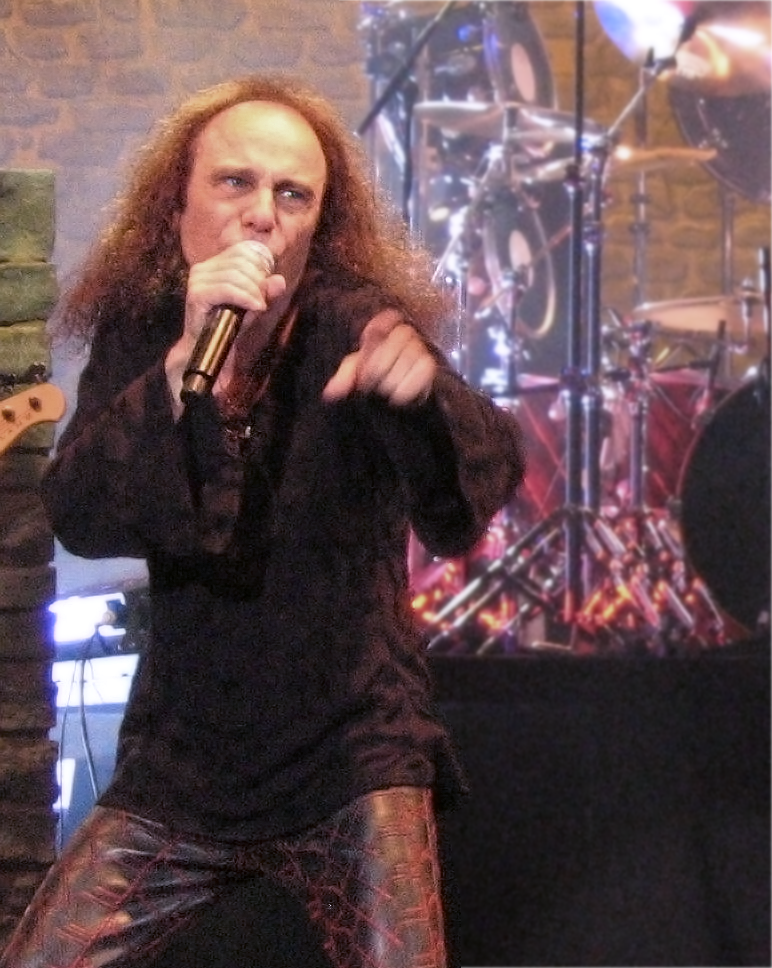
Ronnie James Dio egy 2007-es Heaven and Hell-koncerten

A zenekar amerikai turnéra indult a Megadeth és a Machine Head társaságában. 2007. március 30-án a New York-i Radio City Music Hallban koncerteztek, amely 2007. augusztus 28-án DVD-n is megjelent Live from Radio City Music Hall címmel. Még ennek a megjelenése előtt, május 1-jén kijött egy Live at Hammersmith Odeon című koncertlemezük is, melynek felvételei a Mob Rules turnéjának három koncertjéből készültek, 1981. december 31-én, 1982. január 1-jén és 2-án. 2007 novemberében Dio megerősítette, hogy készülnek egy új stúdióalbum munkálatai.
2008 áprilisában újabb nagy sikerű turnét bonyolítottak le, "Metal Masters Tour" elnevezés alatt, ahol olyan együttesekkel léptek egy színpadra, mint a Judas Priest, a Motörhead és a Testament. 2008. július 22-én a Rhino Records egy újabb válogatásalbumot dobott a piacra The Rules of Hell címmel. Az 5 CD-s boxszett a Ronnie James Dio énekével készült lemezeket tartalmazza (Heaven and Hell, Mob Rules, Live Evil – 2CD, Dehumanizer). Az anyagnak megjelent egy különleges, limitált példányszámú változata is, azon öt koncertdal is helyet kapott, amelyek a Hammersmith Odeonban kerültek rögzítésre.
A turnék alatt folyamatosan íródtak az új dalok is, melynek stúdiómunkálatai Dio stúdiójában zajlottak, a produceri feladatokat pedig Mike Exeterrel osztotta meg Iommi, Butler és Dio. Az album végül 2009. április 28-án jelent meg, The Devil You Know címmel. Az új anyag Japánban már négy nappal korábban, április 24-én megjelent. Az album első kislemeze, a Bible Black már 2009. március 31-én napvilágot látott. Az album zeneileg a korábbi diós albumok irányvonalára tehető, így a rajongók nagyon pozitívan fogadták. A sajtóvisszhangja is igen kedvező volt, az Allmusic négy csillagot adott rá, a lehetséges ötből. A lemez kereskedelmileg is sikeresnek bizonyult a Billboard lista 8. helyén debütált.
2009 májusában Ozzy Osbourne arra kérte Iommit, hogy mindenkinek juttasson a zenekari jogdíjakból. Iommi ebbe nem egyezett bele, hiszen 2000 óta ő birtokolja a nevet. Ozzy később azonban már a bíróságon követelte igazát, és így a két zenész között alaposan elmérgesedett a viszony. Ezt az egymásról adott nyilatkozataik is megerősítették.
2009 novemberében kénytelenek voltak szünetet tartani, miután bejelentették hogy Dio gyomorrákkal küzd. Az énekes többszöri sugárkezelésen is részt vett a gyógyulás érdekében.

### Dio halála és újjáalakulás Ozzyval (2010-től)
Ronnie elhúzódó betegsége miatt 2010 tavaszáig stagnáltak, majd május 16-án felesége, Wendy jelentette be az énekes halálát. A heavy metal egyik legjobb hangú énekesének eltávozása után, számos zenekar tisztelgett feldolgozásokkal Dio munkássága és a Black Sabbath előtt.
Az énekes halálát követően az együttes eredeti tagjai lezárták a pert a zenekar névbirtoklásáról. Osbourne interjújában kijelentette, hogy tulajdonképpen Iommival mindig is szerették egymást, a bírósági per kizárólag üzleti ügy volt, személyes ellentétek egy pillanatig sem voltak közöttük.
2010 augusztusában Ozzy azt nyilatkozta, hogy nem zárja ki a lehetőségét annak, hogy az eredeti felállású Black Sabbath készítsen még egy stúdiólemezt, mielőtt nyugdíjba vonul. Ám később hozzátette, hogy akkor van benne, ha cserébe "Geezer abbahagyja a siránkozást".
2010. október 25-én megjelent egy The Eternal Idol Box Set című kiadvány, mely két lemezt tartalmaz. Az első albumon az eredeti anyag hallható feljavított változatban, valamint két bónusszal kiegészítve. A második lemezen pedig az eredeti Ray Gillennel rögzített felvételek hallhatók. Ugyanezen a napon megjelent egy Seventh Star Box Set címmel ellátott anyag is, mely a Glenn Hughes énekével megismert anyag remixelt változatával és egy ’86-os koncertfelvétellel (melyen Ray Gillen vokálozik) lett gazdagabb.
2010. november 11-én az Ozzy Osbourne nevével fémjelzett albumok is napvilágot láttak Complete Albums Box Set címmel. A limitált példányszámú dobozban egy 100 oldalas könyvecske is megtalálható.
2011. január 24-én Osbourne azt mondta, hogy már tárgyal zenésztársaival egy lehetséges újraegyesülésről. Ugyanakkor Butler február 12-én közzé tette honlapján, hogy nem lát túl sok reményt az újraegyesülésre.
November 11-én a Whisky a Go Góban a zenekar tagjai hivatalosan is bejelentették, hogy újjáalakultak. A zenekar hivatalos honlapján megjelent egy videó, melyből megtudhattuk, hogy 2012-ben jön az új album, továbbá főfellépői lesznek a 2012-es Download fesztiválnak is, amit további turnédátumok követnek majd.
2013. január 13-án a zenekar bejelentette, hogy az új album júniusban jelenik meg 13 címmel. A Rage Against the Machine dobosa, Brad Wilk dobol, a lemez producere pedig Rick Rubin. Az album keverését februárban kezdték meg. 2013. április 12-én kiadták az album számlistáját. Az album standard változatán nyolc új szám lesz, míg a deluxe változaton további három bónuszszám lesz.
A 13 album első kislemezszáma a "God Is Dead?", 2013. április 19-én jelent meg.
A Black Sabbath 2013. április 20-án kezdte meg 40 év után első turnéját Ausztráliában és Új-Zélandon. Ezt 2013 júliusában–augusztusában egy nagyobb USA-beli turné követi majd.
Az album második kislemezszáma, az "End of the Beginning" május 15-én jelent meg a CSI: A helyszínelők egyik epizódjában, amelyben mindhárom tag megjelent.
A zenekar novemberben kezdte meg európai turnéját, amely decemberig tartott. Az együttes 2015 márciusában bejelentette, hogy még az évben feloszlanak és a tokiói Ozzfesten tartanak búcsúkoncertet, valamint megjelentetnek egy utolsó stúdióalbumot is.

## Zene, stílus
A Black Sabbath zenéjét gyakran szokás ősmetálként vagy heavy metalként is definiálni. Felbukkanásukkor kétségkívül a korszak legkeményebb együttesének számítottak, kiutat mutatva a blues-rock- és beatzenekarok tömegéből. Korai albumaikon a heavy metal, éppúgy helyet kap mint a hard rock vagy a doom metal. A zenekar sötét hangulatú, baljós és súlyos hangzása, valamint igazi műfajteremtő zenei újításuk valójában egy baleset következménye: a gitáros Tony Iommi fémmegmunkálás közben elveszítette két ujjának begyét. Mivel az ujjvégek a gyógyulás után is érzékenyek maradtak, ezért kímélésként gitárjának húrjait két hanggal lejjebb hangolta. Így az első fekvésben E dúr helyett C dúr szólt. Butler értelemszerűen ugyanígy lehangolta basszusgitárját, és ettől a Sabbath zenéje vaskosabb hangzást kapott. A baleset után Iommi majdnem abbahagyta a gitározást, de Django Reinhardt jazzgitáros hatására folytatta, aki szintén elveszítette két ujjának begyét. A korai albumok sötét hangzását elutasították a korszak rock kritikusai, és hasonlóan a többi heavy metal zenekarhoz a rádiók is elutasították őket.
Az 1972-es Black Sabbath Vol. 4 lemezük óta a kísérletezős jelleg minden korábbinál jobban kiteljesedett. Így a többi Osbourne-nal készült albumokon már helyet kaptak slágeresebb, dallamosabb szerzemények, melyek felbukkanását akkoriban kommersz húzásnak titulálták. A billentyűs hangszerek, vonósok és egyéb hangszerek állandó kellékei lettek az 1970-es évek második felétől megjelent Black Sabbath-albumoknak.
Ronnie James Dio belépésével egy, az 1970-es évek második felében készült albumokhoz képest energikusabb, a korszellemnek megfelelő irányba indultak el. A NWOBHM-zenekarok keménysége és energiája jellemezte az 1980-as évekbeli Black Sabbath-albumokat. Ronnie James Dio és Tony Martin Osbourne-hoz képest szélesebb hangterjedelme lehetővé tette, hogy epikusabb és monumentálisabb megfogalmazású albumok jöjjenek létre.
A zenekar minden tagja fontos részét képezte az összhatásnak. Ozzy Osbourne mélységes érzelmektől túlcsorduló, egyedi hangja, ugyanolyan védjegynek számított, mint Tony Iommi riffközpontú hozzáállása, a hagyományos verze-refrén váltakozású dalszerkezeteknél továbblátó dalszerzői stílusa, vagy Geezer Butler fifikás és színgazdag alapozása, valamint Bill Ward dinamikus dobolása. A későbbi felállások zenészeinek egy része is legendássá vált a zenekarban nyújtott teljesítménye révén.
Az együttes a dalszövegek terén szintén nem szokványos kliséket produkált. Ezek nagy részét a basszusgitáros Geezer Butler írta. Szövegeikben sokkal sötétebb témákkal foglalkoztak, mint a korabeli rockegyüttesek. Ez részben annak volt köszönhető, hogy Butler imádta Dennis Wheatley fekete mágiáról szóló regényeit. Dalszövegeikben olyan témákkal foglalkoztak, mint az okkultizmus, a háború, a világvége és a gótikus történetmesélés. A sajtó sátánistának kiáltotta ki a zenekart. Ezt erősítették az olyan motívumok is, mint például az első album belső borítóján látható fejjel lefelé fordított kereszt.

## Elismerések és kritikák
A Black Sabbath vitathatatlanul a legnagyobb hatású zenekarok közé tartozik. A zenekar – a Led Zeppelinnel és a Deep Purple-lel egyetemben – lefektette a kemény zenék alapjait. A Rolling Stone véleménye szerint az 1970-es Paranoid album óta örökre megváltozott a könnyűzene, véget vetve a Beatles-korszaknak. A Time az albumot Minden idők 100 legnagyobb heavy metal albumainak listáján az első helyre sorolta. Az MTV az első helyre sorolta a zenekart a Legnagyobb 10 heavy metal együttes listáján, a VH1 A hard rock 100 legnagyobb előadója szavazásán pedig a második helyen végeztek.
A VH1 a Minden idők legjobb metáldalainak listáján az Iron Mant választotta az első helyre.

## Hatásuk
A zenekar felbecsülhetetlen hatással volt a későbbi metálegyüttesekre, legyen szó a heavy metal, a power metal, a doom metal, a thrash metal, vagy a black és death metal stílusok képviselőiről. Ezek mellett jelentős befolyással voltak a stoner rock, a sludge metal, és a gothic metal műfajokra is.
Azon zenekarok listája, kik fontos hatásukként jelölték meg a Sabbathot (a teljesség igénye nélkül): Iron Maiden, Metallica Guns N’ Roses, Slayer, Death, Korn, Mayhem, Venom, Judas Priest, Alice in Chains, Anthrax, Disturbed, Opeth, Pantera, Megadeth, The Smashing Pumpkins, Slipknot, Foo Fighters, Fear Factory, Candlemass, Godsmack, Paradise Lost, Celtic Frost, Cannibal Corpse, Dream Theater, Fates Warning, HIM, Sepultura, Savatage, Queensryche, Symphony X, Van Halen, Soundgarden, Saxon, Manowar, Rush.
Lars Ulrich, a Metallica dobosa, azt mondta az együttesről, hogy a heavy metal szinonimája. Kijelentése akkor hangzott el, amikor James Hetfielddel együtt beszédet mondott a Sabbath a Rock and Roll Hall of Fame-be való beiktatásakor, 2006-ban. Hetfield pedig a metálriffek királyának nevezte Tony Iommit. Az Guns N’ Roses-gitáros, Slash a Paranoid albumot egy külön világnak, külön dimenziónak nevezte." Scott Iant az Anthrax gitárosát, az interjúkban gyakran kérdezik arról, hogy számára melyik öt metállemez a legjobb. Scott általában az első öt Sabbath-albumot adja válaszként." Chris Adler a Lamb of God dobosa kijelentette, hogy a Black Sabbath minden metálzenészre hatással volt. Ha ezt az illető nem ismeri el, minden bizonnyal hazudik."
Nativity in Black volume 1 és 2 címmel megjelent két Black Sabbath-tribute-album, melyen olyan zenekarok játszanak Sabbath-dalokat, mint a White Zombie, a Type O Negative, a Faith No More, a Machine Head, a System of a Down, vagy a Monster Magnet.

## Tagok

### Eredeti tagok
- Ozzy Osbourne – ének (1969–1977; 1978–1979; 1997–2017)
- Tony Iommi – gitár (1969–2017)
- Geezer Butler – basszusgitár (1969–1984; 1991–1994; 1997–2017)
- Bill Ward – dob (1969–1980; 1983; 1984; 1994; 1997; 1998–2012)

### További tagok

#### Énekesek
- Dave Walker (1977–1978)
- Ronnie James Dio (1979–1982; 1991–1992)
- Ian Gillan (1982–1984)
- Dave Donato (1984–1985)
- Glenn Hughes (1985–1986)
- Ray Gillen (1986–1987)
- Tony Martin (1987–1991; 1993–1996)
- Rob Halford (vendégénekes)

#### Basszusgitárosok
- Dave Spitz (1985–1986; 1987)
- Bob Daisley (1986–1987)
- Jo Burt (1987–1988)
- Laurence Cottle (1988) – stúdiózenész a Headless Cross albumon
- Neil Murray (1989–1991; 1994–1996)

#### Dobosok
- Tommy Clufetos (2012–2017) koncertzenész
- Brad Wilk (2012) stúdiózenész a 13 című lemezen
- Vinny Appice (1980–1982; 1991–1992; 1998)
- Bev Bevan (1983–1984;1987)
- Eric Singer (1985–1987)
- Terry Chimes (1987–1988)
- Cozy Powell (1988–1991; 1994–1995)
- Bobi Rondinelly (1991–1993; 1995–1996)
- Mike Bordin (1997)

#### Billentyűsök
- Gerald Woodroffe (1975–1977) koncertzenész
- Don Airey (1977–1978) koncertzenész
- Geoff Nicholls (1979–2004)
- Adam Wakeman (2004– ) koncertzenész

## Diszkográfia
| - Black Sabbath (1970) - Paranoid (1970) - Master of Reality (1971) - Black Sabbath Vol. 4 (1972) - Sabbath Bloody Sabbath (1973) - Sabotage (1975) - Technical Ecstasy (1976) - Never Say Die! (1978) - Heaven and Hell (1980) - Mob Rules (1981) | - Born Again (1983) - Seventh Star (1986) - The Eternal Idol (1987) - Headless Cross (1989) - Tyr (1990) - Dehumanizer (1992) - Cross Purposes (1994) - Forbidden (1995) - 13 (2013) |

## Könyvek magyarul
- Szakács Gábor: Black Sabbath, Ozzy Osbourne és a Fekete Mágia; Szakács Gábor, Bp., 2000
- Ozzy Osbourne–Chris Ayres: Én, Ozzy; ford. Bus András, Fencsik Tamás; Cartaphilus, Bp., 2010 (Legendák élve vagy halva)
- Ozzy Osbourne–Chris Ayres: Bízz bennem, a nevem Dr. Ozzy. Tanácsok a rock legnagyobb túlélőjétől; ford. Hraschek Dávid; Cartaphilus, Bp., 2012
- Tony Lommi–T. J. Lammersː Iron man. A Black Sabbath útja mennyen és poklon át; ford. Vincze Ádám; Cser, Bp., 2018
- Ronnie James Dio–Mick Wall: Rainbow in the Dark. Önéletrajz; ford. Bus András; Trubadúr, Bp., 2022
- Geezer Butler: Into the void. Bölcsőtől a Black Sabbathig és bőven tovább; ford. Bus András; Helikon, Budapest, 2024